# Штраль, Руди
Руди Штраль (нем. Rudi Strahl; 14 сентября 1931[…], Штеттин — 4 мая 2001[…], Берлин) — немецкий писатель и драматург XX века.

## Биография
Руди Штраль, сын слесаря Рудольфа Штраля (1900—1944) и Эмилии Анны Штраль (1902—1981) родился в Штеттине; у него был старший брат Гарри и младший Манфред. В 1948 году перебрался в советскую зону оккупации. С 1950 года работал в народной полиции, потом закончил офицерскую школу. Его военная служба продолжалась около восьми лет, при отставке в 1959 году он дослужился до лейтенанта. Во время службы Руди Штраль работал в издательстве министерства обороны. В 1956 году он женился на Алисе Штраль, брак с которой продолжался до конца жизни. У них было два сына — Боб (писатель, 1959—1997) и Штефан (род. 1969), музыкант.
В 1955 году был опубликован первый рассказ Штраля; в 1957—1958 годах он посещал Немецкий литературный институт в Лейпциге. В 1959—1961 году был редактором сатирического журнала «Ойленшпигель». Впоследствии жил и работал в Берлине; член Союза писателей ГДР (с 1978 года — член президиума Союза писателей ГДР).
Работы Руди Штраля переведены на 26 языков и опубликованы тиражом около 4,6 миллиона экземпляров. Он был автором сценария многих фильмов и телеспектаклей. Одна из миниатюр экранизирована в Коротких историях, 1963. Большой успех имели его пьесы «Адам женится на Еве» (по мотивам которой был снят одноимённый советский телефильм), «Арно Принц фон Волькенштейн» и другие.

## Избранная библиография
- Штраль, Руди. Все мы люди… [Текст] : Юмористич. рассказы / Пер. с нем. Н. Федосюк ; Рис. Л. Самойлова. — Москва : Правда, 1963. — 48 с. : ил.; 16 см. — (Б-ка «Крокодила» № 12 353).
- Штраль, Руди. Адам женится на Еве [Текст] : Комедия-водевиль в 2 д. / Руди Штраль ; Авториз. пер. с нем. и стихи Мануила Семёнова ; Отв. ред. А. Артёмов. — Москва : ВУОАП, 1970.
- Штраль, Руди. Адам женится на Еве; Пьянящий запах свежего сена; Арно Принц фон Волькенштейн; Визит в небесную канцелярию; Испытание фактом : Пьесы : Пер. с нем. / Руди Штраль; [Сост. и предисл. Ю. Гинзбурга]. — М. : Радуга, 1988. — 300,[2] с., [8] л. ил.; 22 см; ISBN 5-05-002211-8.